# Lidská rasa

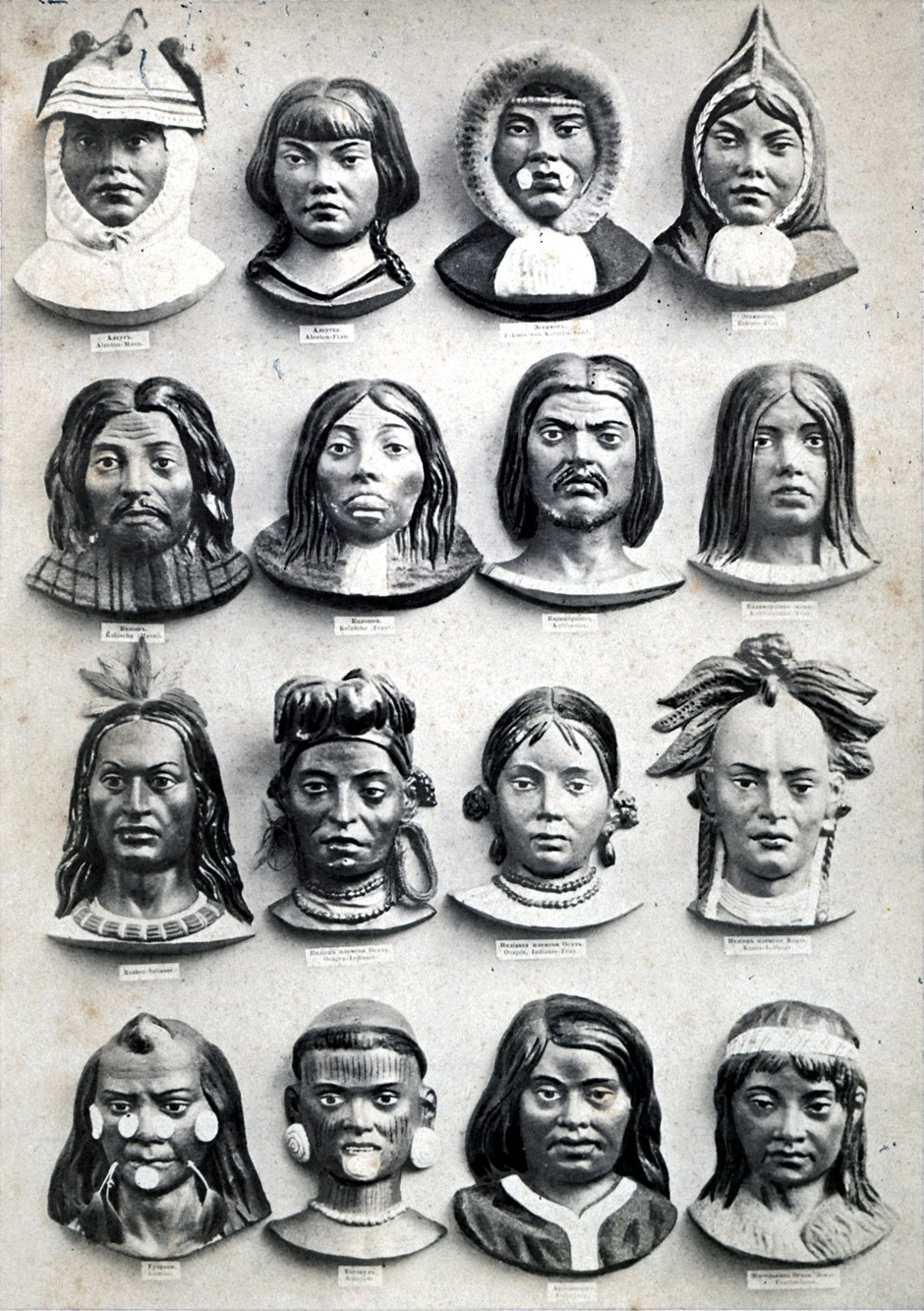
Pro 19. století typická klasifikace lidí do ras (Karl Ernst von Baer, 1862)

Lidská rasa (někdy též plemeno) je termín, jenž označuje seskupení lidí na základě společných fyzických nebo sociálních vlastností do kategorií, které společnost obecně považuje za odlišné. Tento termín se nejprve používal pro označení mluvčích společného jazyka a později pro označení národnostní příslušnosti. V 17. století se termín začal používat pro označení fyzických (fenotypových) znaků. Moderní věda považuje rasu za sociální konstrukt – identitu, která je přidělována na základě pravidel vytvořených společností.
Společenské pojetí a seskupování ras se v průběhu času měnilo a často zahrnovalo lidové taxonomie, které definovaly základní typy jedinců na základě vnímaných znaků. Vědci dnes považují tento biologický esencialismus za zastaralý a obecně odrazují od rasových vysvětlení kolektivní diferenciace jak v tělesných, tak v behaviorálních rysech.
Přestože panuje široká vědecká shoda na tom, že esencialistické a typologické pojetí rasy je neudržitelné, vědci na celém světě stále pojímají rasu velmi odlišným způsobem. Zatímco někteří vědci nadále používají pojem rasy k rozlišování mezi nejasnými soubory znaků nebo pozorovatelných rozdílů v chování, jiní členové vědecké komunity naznačují, že pojem rasy je ve své podstatě naivní nebo zjednodušující. Jiní zase tvrdí, že mezi lidmi nemá rasa taxonomický význam, protože všichni žijící lidé patří ke stejnému poddruhu Homo sapiens sapiens.
Od druhé poloviny 20. století přispělo spojování rasy s diskreditovanými teoriemi vědeckého rasismu k tomu, že se na rasu stále více pohlíží jako na převážně pseudovědecký klasifikační systém. Ačkoli se rasa stále používá v obecných souvislostech, byla často nahrazena méně dvojznačnými a zatíženými termíny: populace, lidé, etnické skupiny nebo komunity, v závislosti na kontextu.

## Pojem
Použití slova rasa je v románských jazycích sporadicky doloženo od začátku 13. století. V 15. století se stalo běžnějším, hlavně při popisu šlechtických rodin a v chovu koní. V následujícím období bylo stále více využíváno pro různé typy lidských kolektivů, například pro náboženská společenství („křesťanská rasa“) nebo pro celé lidstvo („lidská rasa“). Za účelem klasifikace lidí ve smyslu antropologické taxonomie bylo pravděpodobně poprvé použito v roce 1684 Françoisem Bernierem.
Antropologický slovník uvádí 3 způsoby rasového rozdělení
- Rasy jako typy (typologická klasifikace) - Antropologové povýšili některé fyzické znaky jako je barva kůže, tvar vlasů a některé rozměry mozkovny a obličeje na takzvané systematické znaky a podle těchto znaků, které rozdělili do vícestupňových kategorií (tříd), lidi individuálně typovali. Výsledkem bylo přiřazení zkoumané osoby k rase či rasovému typu.
- Rasa jako mendelovská populace (populační klasitifkace) - společenství mezi sebou se křížících jedinců ... integrovanou evoluční jednotku, která může zobrazit společné vývojové dějiny člověka.
- Rasa v číslech
  - klinální analýza - Klinální proměnlivostí ... rozumíme systém, ve kterém gen nebo četnost nějakého znaku se postupně mění z jedné oblasti do druhé
  - numerická analýza - studium shluků (klastrů) znaků. Její vznik a rozmach úzce souvisí s rozvojem a zaváděním *počítačů do vědecké práce ... podstata numerické taxonomie spočívala v kvantitativním hodnocení velkého počtu znaků (obyčejně 70 i více), které jsou proměnlivé ve skupině (vzorku, populaci) studovaných jedinců.

## Klasifikace
Počet ras či rasových skupin se v dílech různých autorů liší. Tím nejčastěji užívaným je koncept pěti lidských ras, které jsou morfologicky i geograficky dobře vymezené – europoidní, mongoloidní, negroidní, australoidní a kapoidní. Toto rozdělení je v podstatě v souladu s aktuálními poznatky o osidlování Země lidmi a divergenci jednotlivých lidských populací. Kapoidní rasa představuje bazální větev, která zahrnuje dnešní Khoisany, zbylé africké populace jsou sloučeny do rasy negroidní. Sesterské rasy mongoloidní a australoidní představují potomky první migrace z Afriky před 80 000 lety. Z druhé migrační vlny na Blízkém východě vznikla rasa europoidní. 

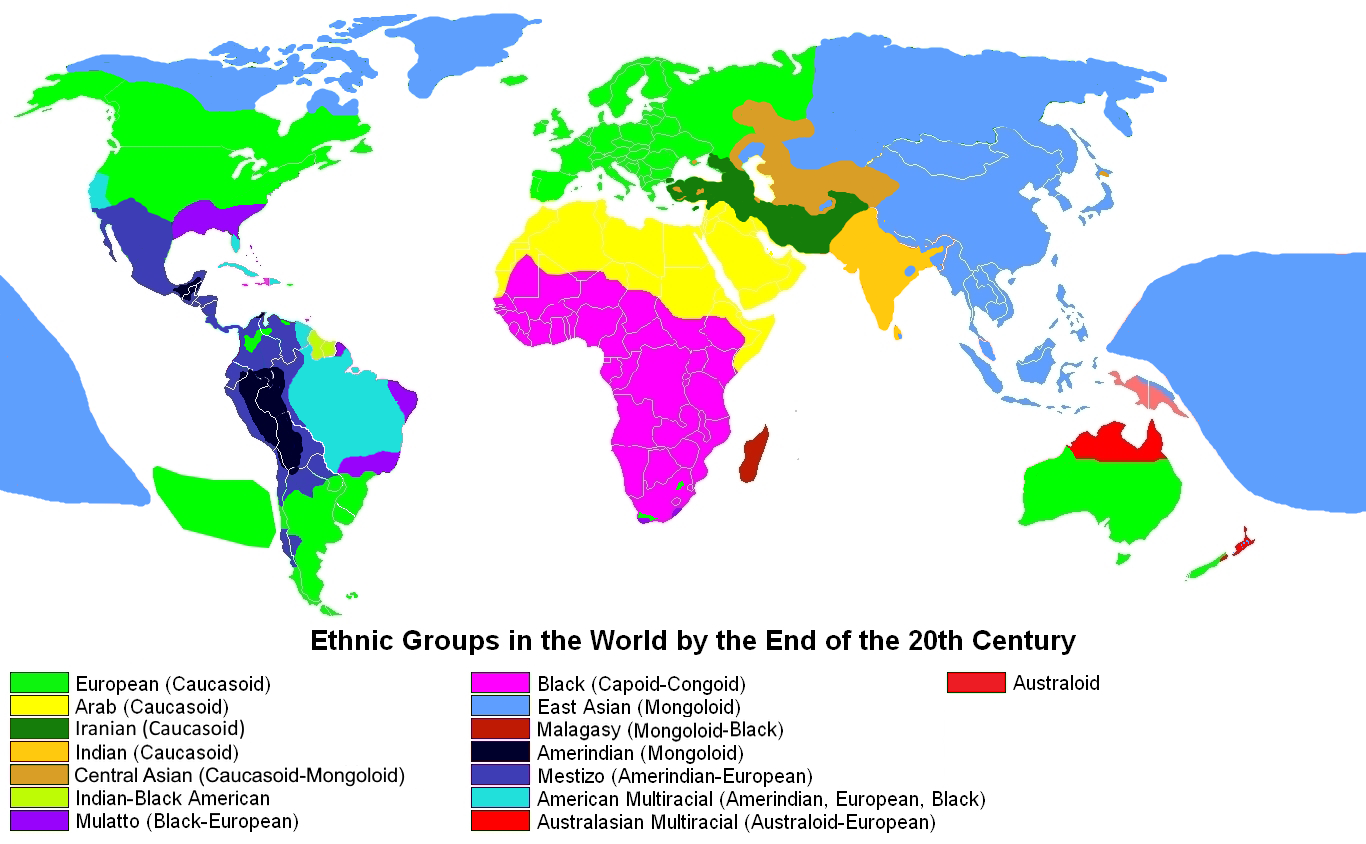
Etnické skupiny světa:
Růžová: Afričané (negroidní + kapoidní)
Tmavě modrá: Východoasiaté/původní Američané (mongoloidní)
Červená: Austronésané (australoidní)
Světle zelená: Evropané (europoidní)
Žlutá: Semité (europoidní)
Hnědá: Středoasiaté (europoidní + mongoloidní)
Oranžová: Indové (europoidní s různou mírou australoidní a mongoloidní)
Olivově zelená: Turanidé (europoidní s různou mírou mongoloidní)
Fialová: Mulati (negroidní + europoidní)
Světle modrá: Mesticové (mongoloidní + europoidní)
Cyan: Melungeoni (negroidní + mongoloidní + europoidní)

Problém tohoto konceptu spočívá v nezahrnutí přechodných ras a míšených skupin. Proto bývá v současné době nahrazován systémem několika velkých etnických skupin, které vycházejí ze systému pěti lidských ras, ale zahrnují také přechodné skupiny. 
Některé z těchto skupin vznikly až v novověku vlivem osidlování Ameriky evropským obyvatelstvem a dovozem afrických otroků na tento kontinent. Tyto skupiny označujeme jako mestice, mulaty a melungeony. Přechodné skupiny však existovaly již v minulosti, středoasijské populace nacházející se na hranicích areálů europoidní a mongoloidní rasy vykazují znaky obou (např. Kazaši). Též europoidní obyvatelstvo Indie obsahuje příměs mongoloidních a australoidních genů (např. Drávidové). Důsledkem vpádů asijských kmenů ve středověku do Evropy vznikly tzv. turanidské národy (např. Maďaři).
Obě zmíněné klasifikace – etnický i rasový koncept – shrnují obyvatelstvo subsaharské Afriky do jedné resp. dvou skupin. V Africe, jakožto kolébce druhu Homo sapiens, se nachází největší genetická diverzita jeho populací. Negroidní/subsaharské obyvatelstvo je parafyletickou skupinou, jelikož mezi jeho potomky patří i příslušníci neafrických etnických skupin/ras. Sesterskou linií zbytku lidstva jsou Khoisané, které rasový koncept vhodně řadí do samostatné kapoidní rasy. Dále se oddělovaly samostatné linie Pygmejů, Nigerokonžanů, Kúšitů, Nilosahařanů a až poté došlo k oddělení Hadzů a neafrické linie.

## Rasa a genetika
Shluková analýza rozděluje genetickou variaci člověka na jasně identifikovatelné shluky, které korespondují k sebezařazení do klasicky definovaných ras. Ve Spojených státech jsou geneticky Afroameričani přibližně ze 73% Afrického původu, Euroameričani přibližně z 98.6% Evropského původu a "Latinci" přibližně z 18% Amerinidiánského původu
Shlukové analýzy byly kritizovány na základě předpokladu hladkých přechodů v lidské genetické variaci a tedy rozdělení pouze na základě geografické vzdálenosti. Přechody ovšem jsou kompatibilní s jasnými shluky, protože dva náhodní lidé se budou geneticky lišit více, pokud jsou v jiném shluku, i když jsou geograficky stejně vzdálení. Např. genetická vzdálenost mezi dvěma náhodnými lidmi z Eurasie a Východní Asie je vyšší, než u stejné geografické vzdálenosti v Eurasii nebo Východní Asii. Hladké přechody tedy prakticky existují ve shlucích, ne mezi nimi.
Výrazné fenotypové rozlišovací rysy jsou způsobeny velmi malým počtem genů a většina genetických rozdílů mezi lidmi naopak existuje v rámci ras (85–94%).
Použití této statistiky pro analýzu lidské genetické rozmanitosti bylo ovšem zpochybněno. Když např. použijeme stejný model a přidáme do něj šimpanze, zvýší se procento genetických rozdílů mezi lidskými rasami z 11 % na 18 % mezi lidskými rasami a šimpanzem. Toto poukazuje na fakt, že porovnávání genetických rozdílů, zvláště mezi několika populacemi není schopno identifikovat důležité rozdíly. Po analýze většího množství genů (lokusů) pravděpodobnost chybné klasifikace člověka se sníží na zanedbatelnou hodnotu i za předpokladu 85 % rozdílů v populacích. Tedy, předpokládá, že genetické data nemají hodnotu mimo analýzy jednotlivých genů (lokusů). Ve studii, kterou nazval „Je Homo sapiens polytypický?“, biolog M. A. Woodley porovnal celkovou genetickou variaci v Homo sapiens s jinými živočišnými druhy a zjistil, že Homo sapiens má nejvyšší genetickou variaci z těch, které zkoumal, přičemž některé z testovaných druhů zahrnovaly větší množství uznaných poddruhů (např. medvěd hnědý má 19 poddruhů, ačkoli má menší genetickou variaci).
Luca a Francesco Cavalli-Sforzové píší ve své knize Různí a přece stejní (1994): „Geny, které [v průběhu evoluce] reagují na klima, ovlivňují vnější znaky těla, protože k přizpůsobení klimatu je potřeba především změnit povrch těla (jenž je takříkajíc rozhraním mezi naším organismem a vnějším světem). Právě proto, že tyto znaky jsou vnějškové, bijí rozdíly mezi rasami tolik do očí, až věříme, že pro celý zbytek genetické konstituce existují také tak příkré rozdíly. To však není pravda: ohledně zbytku naší genetické konstituce se vzájemně odlišujeme jen velmi málo.“
Genetici[kdo?] používají biologický koncept populace.[zdroj?] Aby ho odlišili od nevhodného pojmu rasy, definoval Cavalli-Sforza populaci spíše statisticky než biologicky. Je to podle něj „Skupina jednotlivců, kteří obývají přesně definovaný prostor jakéhokoli druhu.“ [ve zdroji nenalezeno] Lidská populace tedy odpovídá heterogennímu obyvatelstvu nějakého regionu, a ne (údajně homogenní) rase. Vychází se tedy z libovolného vymezení regionu, které neodkazuje na žádné typologické rysy. Jména ras ovšem lze v lidských genetických studiích stále nalézt, a to tam, kde byly hranice populací úmyslně nakresleny podle rasových teorií, aby testovaly platnost takových teorií.[zdroj?] Cavalli-Sforza v této souvislosti píše: „Samozřejmě musíte pro výzkum vybírat takové populace, abyste dosáhli zajímavých výsledků.“ [ve zdroji nenalezeno]
Cavalli-Sforza navrhuje 38 geograficky rozlišitelných lidských populací podle jejich genetické podobnosti a jejich příslušnosti ke 20 jazykovým rodinám, přičemž vychází z klasifikace Merritta Ruhlena.
Kritici rasového rozdělení však poznamenávají, že pojetí taxonomie lidské rasy obracelo pozornost antropologů k molekulární genetice. Díky výzkumům funkčních genů (krevních skupin, enzymů a bílkovin) a nezávislým informacím zakódovaným v sekvenci DNA se zjistilo, že žádné oddělené skupiny spíše neexistují. Velmi zevrubně se tomu věnuje například Václav Soukup z Univerzity Karlovy ve své knize Dějiny antropologie.Cituje například genetika Steve Jonese, který shrnul své poznatky takto: "Všeobecné genetické rozdíly mezi rasami (například mezi Afričany a Evropany) nejsou o mnoho větší než rozdíly mezi jednotlivými státy v rámci Evropy nebo Afriky. Jedinci, ne národy a rasy, jsou tedy hlavními nositeli rozdílů ve funkčních genech. Rasa definovaná barvou kůže není větší biologickou entitou než národ, jehož identitu utvářela jen velmi krátká společná historie." Soukup podotýká, že z vědeckého hlediska není možné stanovit přesně hranice, protože lidská populace je z 99,9% geneticky totožná.
Genetické studie typicky poukazují, že mezi rasami (kontinentálními populacemi) je větší rozdíl, než mezi etnickými skupinami. Genetická vzdálenost (Fst) mezi evropskými etniky je typicky kolem 0.01, ovšem mezi rasami (kontinentálními populacemi) bývá od 0.1 po 0.2 Šimpanz a člověk jsou z 99% geneticky totožní.

## Názor vědců
V odborné literatuře lze nalézt studie zkoumající názory na otázku rasy mezi vědci z relevantních oborů. Názory jsou zjišťovány buď skrz odpovědi na dotazníky nebo analýzou zveřejněných článků. Následující tabulka uvádí výsledky některých takových studií.
| Citace                  | Obor                    | Země          | Rok průzkumu | Počet vědců (článků)                      | Procento podporující existenci rasy                               | Otázka | Komentář |
| ----------------------- | ----------------------- | ------------- | ------------ | ----------------------------------------- | ----------------------------------------------------------------- | --- | --- |
| Wagnerová a kol. (2017) | antropologie            | Spojené státy | 2012         | 3286 vědců                                | 41% (existuje) 29% (má biologické opodstatnění)                   | "existuje" znamená nesouhlas s tvrzením Rasy neexisitují. (Races don't exist.) "má biologické opodstatnění" znamená nesouhlas s tvrzením Race has no biological basis.                                                                    | |
| Horowitz a kol. (2019)  | antropologie            | Spojené státy | 2013-2014    | 301 postgraduálních studentů antropologie | 15% 28% (biologičtí antropologové) 9% (kulturní antropologové)    | rasa má biologické opodstatnění (nesouhlas s tvrzením The social construct of “race” has no corresponding biological reality.) | 73% studentů se identifikuje jako "liberální" a 1% jako "konzervativní". Výrazné statistické spojení s identifikací jako "liberál" a odmítání biologické podstaty rasy.                                                             |
| Kaszycka a kol. (2009)  | antropologie            | Evropa        | 2002         | 150 vědců                                 | 50% (celkově) 67% v post-komunistické Evropě 33% v západní Evropě | rasa jako poddruh, nebo jiná definice (souhlas s výroky There are biological races (meaning subspecies) within the species Homo sapiens. Do you support race in any other of its meanings (i.e., do you believe that human races exist)?) | |
| Wang a kol. (2002)      | biologická antropologie | Čína          | 1982 - 2001  | 324 článků                                | 100%                                                              | | Ani jedna studie nepochybovala o konceptu rasy. |
| Carmill (1998)          | biologická antropologie | Spojené státy | 1965 - 1996  | 810 článků                                | 40,5 %                                                            | | "Roční proporce článků používající rasové kategorie jako procento všech článků o lidské variaci vysoce fluktuuje kolem takřka identického průměru 40,67%. ... V tomto ... neexistuje žádný jasný trend. "                           |
| Nelsonová a kol. (2019) | genetika                | Spojené státy | 2012         | 515 vědců a expertů                       | N/A (kvalitativní analýza)                                        | | Studie analyzovala komentáře k dotazníku o rasové problematice. Čistá data autoři neposkytují. Autoři uvádějí "pro mnoho odborníků na genetiku jsou otázky toho, co je rasa a co rasa znamená stále profesionálně a osobně sporné". |
| Kaszycka a kol. (2002)  | biologická antropologie | Polsko        | 1999         | 55 vědců                                  | 31%                                                               | rasou jsou myšleny poddruhy v rámci druhu Homo sapiens (souhlas s tvrzením There are biological races (meaning subspecies) within the species Homo sapiens.)                                                                              | |
| Kaszycka a kol. (2003)  | biologická antropologie | Polsko        | 2001         | 100 vědců                                 | 74%                                                               | pouze zda se člověk dělí na rasy (souhlas s tvrzením There are biological races within the species Homo sapiens.) | |

V „Prohlášení o rasové otázce“ z roku 1995 se osmnáct lidských biologů a genetiků v návaznosti na konferenci UNESCO „Proti rasismu, násilí a diskriminaci“ ve Schlainingu dohodlo, že pojem rasy při aplikaci na lidskou rozmanitost „zcela zastaral“ a vyzvalo k jeho „nahrazení náhledy a závěry založenými na současném chápání genetické rozmanitosti“. V roce 1995 v Schlainingské deklaraci skupina vědců uvedla, že rozlišování lidských ras jako homogenních a jasně rozlišitelných populací se ukázalo být neudržitelné kvůli nedávným pokrokům v molekulární biologii a populační genetice. Genetická rozmanitost lidstva má podle deklarace plynulý charakter a nevykazuje žádné velké diskontinuity. Proto je podle deklarace typologický přístup pro rozdělení lidstva nevhodný. Kromě toho jsou podle deklarace dědičné rozdíly mezi různými skupinami lidí ve srovnání s odchylkami v rámci těchto skupin jen malé. Dle deklarace je také vzhledem k tomu, že vnější rozdíly lidí jsou pouze přizpůsobením různým podmínkám prostředí, je klam předpokládat zásadní genetické rozdíly. V roce 1996 vydala Americká asociace fyzických antropologů (American Association of Physical Anthropologists) prohlášení, že koncept rasy jako definovatelné skupiny lidí, sestávající především ze zástupců s typickými vlastnostmi, je vědecky neudržitelný. V roce 1998 vydala Americká asociace antropologů (American Association of Anthropologists) prohlášení, které mělo podobné vyznění, ale bylo přizpůsobené zvláštním historickým podmínkám ve Spojených státech. V roce 1998 proběhla v Moskvě mezinárodní konference s názvem „Rasa: Mýtus, nebo realita?“, které se zúčastnilo více než 100 vědců. Po dlouhé debatě se vědci shodli, že „Realita rasového poddruhového rozdělení Homo sapiens je podporována totalitou vědeckých dat zkoumaných na různých úrovních lidského organismu“.
Roku 2019 přijala Německá zoologická společnost (Deutsche Zoologische Gesellschaft), v jejímž čele byli Martin S. Fischer, Uwe Hossfeld, Johannes Krause a Stefan Richter, Jenské prohlášení, podle kterého byl koncept rasy „výsledkem rasismu, nikoli jeho předpokladem.“ Jiní významní členové, jako kriminální biolog a politik Mark Benecke, toto rozhodnutí uvítali a vyzvali ke změně článku 3 německé Ústavy. Článek v časopise Die Zeit hodnotil deklaraci primárně jako politický symbol v době, kdy se rasistické myšlenky stále více dostávají do centra společnosti.

## Dějiny

### Nejstarší klasifikace
Již Aristoteles vyvinul systematickou klasifikaci lidí na základě jejich původu. Převzal přitom přesvědčení převládající mezi Řeky té doby, že všechny ostatní národy („barbaři“) mají horší charakter a kulturu, a vysvětlil to na základě různých klimatických podmínek, kterým jsou vystaveni. Tento koncept barbarů byl přejat Římany. S povýšením křesťanství na státní náboženství však nastoupilo nové klasifikační schéma, které rozlišovalo lidi podle jejich víry: křesťany, Židy, pohany a kacíře, později doplněné o muslimy. Tato klasifikace v křesťanském světě převládala až do raného novověku.

### Reconquista a kolonialismus
Rozdělení lidí podle jejich víry se zproblematizovalo, když po ukončení reconquisty ve Španělsku v roce 1492 (Dekret z Alhambry) byla nařízena nucená konverze velkého množství Židů ke křesťanství. Mnoho konvertitů pak tajně pokračovalo v praktikování svého předchozího náboženství nebo z toho bylo podezřelých. Proto nabyla na významu kromě čistoty víry také myšlenka limpieza de sangre („čistoty krve“ ve smyslu „čistoty původu“) a začal se užívat termín rasa jako označení pro původ lidí, rodin nebo větších skupin (židovská, křesťanská nebo maurská rasa).
Důležitou roli v dalším zavádění koncepce rasy a při rozvoji rasových teorií od 15. a 16. století hrál evropský kolonialismus včetně ovládnutí Ameriky a transatlantického obchodu s otroky. Do Evropy proudily nové poznatky o dříve neznámých částech světa, etnických skupinách a zvycích. V té době byla znalost jiných „ras“ do značné míry založena na zprávách dobyvatelů a misionářů, kteří někdy byli silně rasističtí. V cestopisech té doby byl ovšem populární i motiv „vznešeného divocha“, náboženská interpretace založená na biblické knize Genesis nebo na ztotožnění cizích národů se ztracenými kmeny Izraele.

### Osvícenství
V osvícenství zprvu „rasa“ nebyla biologickým, ale historickým pojmem. Francouzský historik Henri de Boulainvilliers ve své práci zveřejněné v roce 1727 považoval šlechtu a lid za dvě samostatné rasy, jejichž střety utvářely dějiny Francie. Po revoluci obohatil Augustin Thierry tento koncept myšlenkou, že šlechta byla germánského nebo franského původu a že galský a keltský lid revolucí setřásl nadvládou cizí rasy. Podobné názory byly již dříve slýchány v Anglii, kde právníci jako Edward Coke a John Selden označili vládnoucí Stuartovce za normanskou cizí rasu a stavěli je proti anglosaskému obyvatelstvu země.
Potřeba klasifikovat lidstvo vyrostla z přesvědčení, patřícího k základům osvícenství, že svět má smysluplný řád, ve kterém má člověk své místo, a že lidský rozum dokáže tento řád poznat. Tradičně se předpokládalo hierarchické odstupňování (Scala Naturae), ve kterém člověk stál nad zvířaty, ale byl s nimi spojen nepřetržitou sekvencí přechodů. Proto byly opice jako nejvyšší zvířata umístěny v bezprostřední blízkosti „nejnižších“ lidí, za které se obvykle považovali černoši. Tomu odpovídala v průběhu 18. století rostoucí tendence líčit „divochy“ v cestopisech již ne jako vznešené a pozitivním způsobem originální bytosti, ale jako zaostalé a podřadné jedince.

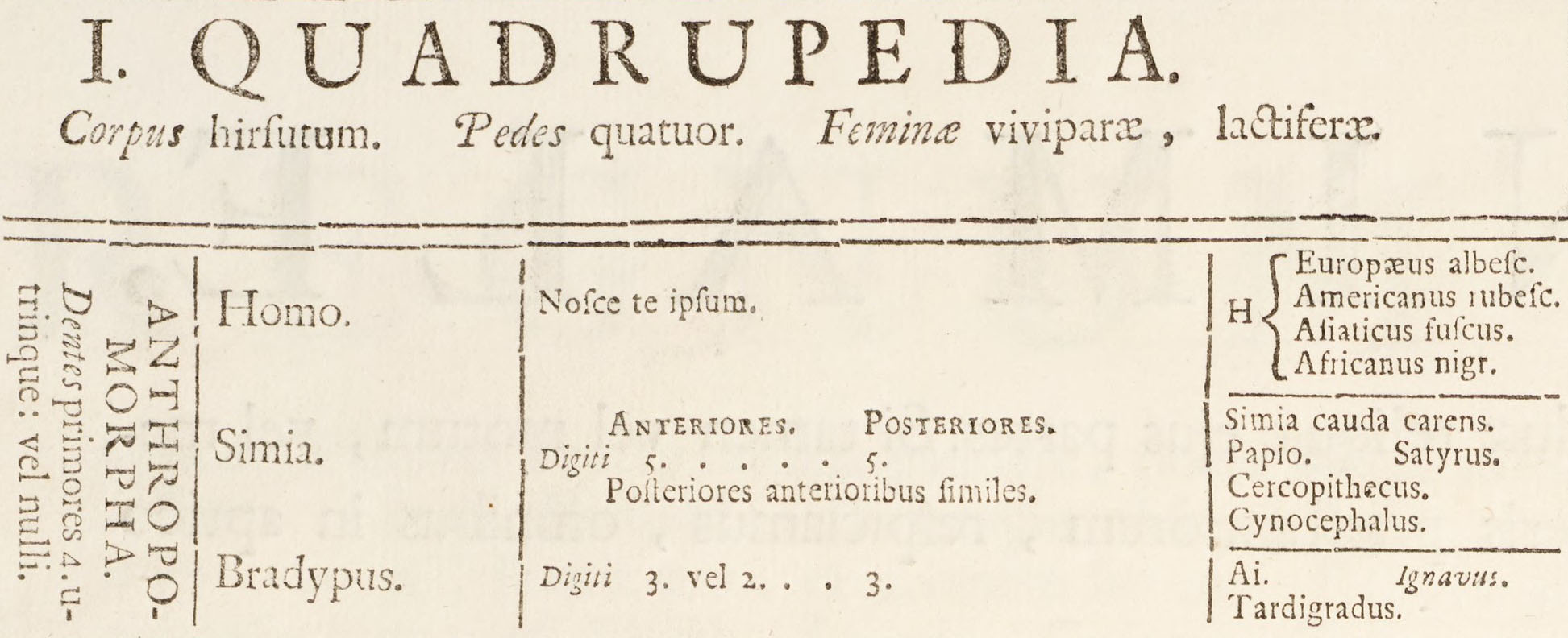
Popis antropomorf (lidé, opice a lenochodi) v 1. vydání Linnéova díla Systema naturae

V prvním vydání Systema naturae (1735) rozdělil Carl von Linné, zakladatel biologické systematiky, lidi do odrůd podle jejich geografického původu: evropského, amerického, asijského a afrického. Kromě toho také udával barvu pleti, kterou v pozdějších vydáních díla několikrát změnil. Od 10. vydání z roku 1758 každé ze čtyř odrůd také přidělil temperament a držení těla: popsal červenou odrůdu Americanus jako cholerickou a vzpřímenou, bílou Europaeus jako sangvinickou a svalnatou, žlutou Asiaticus jako melancholickou a upjatou a černou Afer jako flegmatickou a uvolněnou. Rozdělení podle temperamentu bylo založeno na starověké nauce o čtyřech živlech a navazující teorii čtyř tělesných šťáv.
Prvním přírodovědcem, který systematicky používal termín „rasa“ pro dělení lidstva, a v tomto smyslu jej zavedl do jazyka vědy, byl Georges-Louis Leclerc de Buffon ve své knize Histoire naturelle (1749).
V roce 1775 vyšla dvě díla Johanna Friedricha Blumenbacha a Immanuela Kanta, v nichž se celé lidstvo dělilo na čtyři odrůdy či rasy. U Kanta - stejně jako u mnoha jeho současníků. Podle Kantova názoru se rasy lišily ve své schopnosti se vzdělávat. Bílí Evropané stáli v čele co do rozumové kapacity: „V horkých zemích lidé dozrávají dříve ve všech oblastech, ale nedosahují dokonalosti mírných zón. Lidstvo je nejdokonalejší v ,rase‘ bílých. Žlutí Indové mají již menší talent. Černoši jsou hlouběji a nejníže stojí část amerických národností.“ Vysvětlení rasových rozdílů v důsledku klimatu Kant zčásti převzal od francouzských předchůdců, jako byl Montesquieu; později se od tohoto výkladu distancoval a zdůraznil dědičnou povahu ras; v pozdějších textech však začal sám termín rasa zpochybňovat. Blumenbach razil termín „kavkazský“ pro označení „bílé rasy“ a tvrdil, že esteticky nejkrásnější exempláře tohoto plemene pocházejí z jižních svahů Kavkazu v Gruzii. Na rozdíl od Kanta zastával názor, že neexistují žádné jasně rozlišitelné a neměnné rasové typy, ale že jedna rasa plynule přechází do druhé. Kritizoval také to, že se (zejména u Linného) rasy klasifikovaly příliš schematicky podle kontinentů, a v roce 1795 přidal do své klasifikace pátou odrůdu. Odmítal také dělit rasy na nižší a vyšší. Byl prvním, kdo v kontextu antropologické taxonomie hovořil o zvláštní „židovské rase“.
Kromě fyzických faktorů, jako je barva kůže a geografické rozmístění, hrálo v té době v mnoha diskusích o rasové teorii roli i estetické a morální hodnocení. François Bernier ve své Nouvelle Division de la Terre (1684) kladl zvláštní důraz na různou krásu žen různých ras. Christoph Meiners v díle Grundriss der Geschichte der Menschheit (1785) napsal: „Jednou z hlavních charakteristik kmenů a národů je krása nebo ošklivost celého těla nebo obličeje.“ V tomto kontextu jako ideály krásy sloužila umělecká díla ze starověkého Řecka a morální hodnocení bylo také založeno na antickém ideálu umírněnosti a ovládání vášní, který byl zprostředkován především současnými probuzeneckými náboženskými hnutími metodismu a pietismu. S fyziognomií a frenologií nastoupily tehdy velmi populární nauky, které postulovaly souvislost mezi vnějším vzezřením člověka a jeho duchovně-morální úrovní; brzy si našly cestu na pole rasových teorií.
V Novém světě, a zejména v USA, měly rasové teorie o dělení lidstva velký vliv. Uvedl je tam britský historik Edward Long, který v roce 1774 uveřejnil Dějiny Jamajky (History of Jamaica), jež byly v roce 1788 otištěny také v časopise Columbia Magazine (důležitá je z tohoto hlediska kapitola Negři). Long znal černochy pouze jako otroky a tvrdil, že mezi nimi a bělochy je zásadní rozdíl. Celkově rozdělil rod Homo do tří druhů: bílé (v nejširším slova smyslu), černé (negry) a orangutany (včetně ostatních opic bez ocasu). Toto pojednání vytvořilo teoretický základ protičernošského rasismu v Severní Americe.

### 19. století
První polovina 19. století byla, jak píše historik Christian Geulen, „epochou nejširšího a nejrozmanitějšího využití pojmu rasa“. Zatímco v přírodních vědách měl význam jen okrajový, těšil se velké oblibě v jiných oblastech, od kategorizace nových forem společenského života v rozlehlých slumech dělníků v průmyslových městech až po identifikaci individuálních charakteristik. Ve druhé polovině století se pak pod vlivem evoluční teorie Charlese Darwina, publikované roku 1859, objevila „biologizace“ etnologie, přičemž koncept rasy byl znovu silněji vnímán jako biologická kategorie.
| Kavkazoidní: Árijci Semité Hamité Negroidní: Afričtí černoši Khoisanové Melanésané Negritové Austrálci Nezařazení: Drávidové & Sinhálci | Mongoloidní: Severní Mongolové Číňané & Indočíňané Japonci & Korejci Tibeťané & Barmánci Malajci Polynésané Maorové Mikronésané Eskymáci & Inuité Američané |

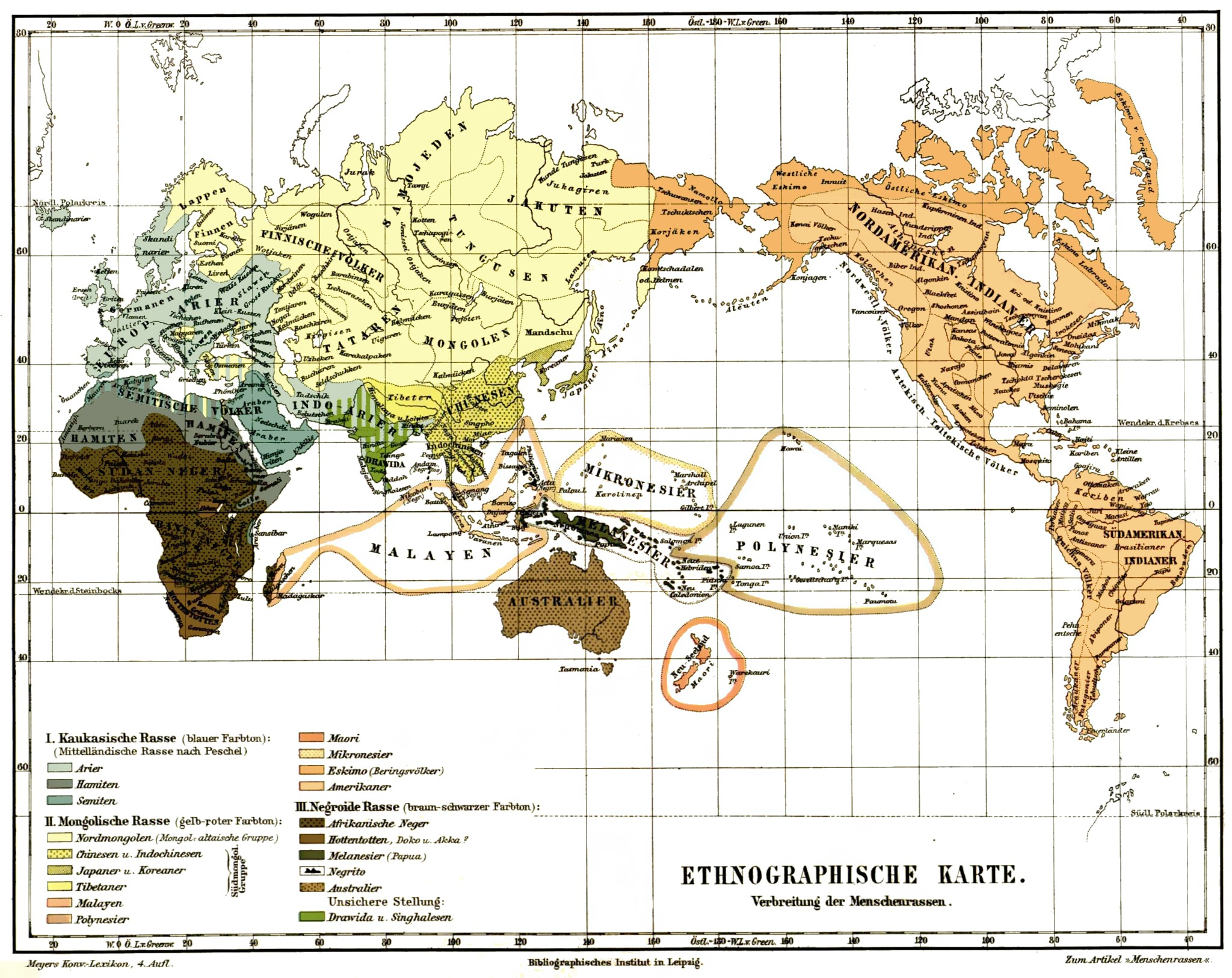
Meyers Konversations-Lexikon, 4. vydání, 1885–1890
etnografická mapa

Jako nový zdroj pro poznání cizích „ras“ v 19. století nastoupily zprávy o výzkumných cestách, kterých se zúčastnili zoologové, antropologové a etnologové.
Kromě Blumenbacha se tehdy mezi přírodovědci a přírodními filozofy tímto tématem významně zabývali Georges Cuvier, James Cowles Prichard a Louis Agassiz. Cuvier počítal tři rasy, Prichard sedm, Agassiz osm. Další autoři vytvořili ještě jemnější členění; tak Jean Baptiste Bory de Saint-Vincent znal 24 a Joseph Deniker jen v samotné Evropě 29 ras. Tendence rozlišovat stále rostoucí počet ras a přibližovat pojem rasy konceptu národa se projevovala zejména od poloviny 19. století.
Velký vliv získal francouzský spisovatel Arthur de Gobineau svou Esejí o nerovnosti lidských plemen (Essai sur l'inégalité des races humaines), vydanou ve čtyřech svazcích v letech 1852 až 1854. Již zavedený motiv rasového boje doplnil tématem míšení ras a pokusil se redukovat dějiny lidských skupin a národů na tyto dva faktory. Pro kulturní rozvoj je podle něj podstatné, aby se progresivní národy lišily rasovými charakteristikami od ostatních, zatímco míšení ras vede k úpadku. To pak převzali mnozí další autoři, a tak vznikl teoretický základ pro různé rasistické praktiky až hluboko do 20. století. (Myšlenka, že míšení ras je škodlivé, v té době vypadala věrohodně, protože se předpokládalo, že dědičnost je spojena s krví, a když se krev smísí, tak se cenné prvky rozředí.) Velký význam měl také Gobineauův přenos pojmu Árijci, původně vytvořeného v lingvistice, do oblasti rasových teorií. Jeho Esej měla velký ohlas v německy mluvícím světě, kde byli v šíření jejích myšlenek zvláště aktivní její překladatel Karl Ludwig Schemann a Cosima Wagnerová, vlivná manželka skladatele Richarda Wagnera.
Dalším motivem „rasové vědy“, který se objevil na konci 19. století a brzy se stal velmi populárním, byla eugenika jako myšlenka umělého řízení vývoje ras. Francis Galton a Houston Stewart Chamberlain byli mezi nejvlivnějšími zastánci eugeniky a podobné názory měl i Ernst Haeckel.
V teosofii rusko-americké okultistky Heleny Blavatské se kolem roku 1888 objevila doktrína o kořenových rasách (root races), podle níž se duchovní vývoj lidstva odehrává tak, že duše jednotlivce se znovu narodí v těle různých „kořenových ras“. Toto učení převzala na začátku 20. století ariosofie a v oslabené formě také anthroposofie Rudolfa Steinera.

### 20. století
Koncem 19. století byl vývoj rasových teorií v podstatě dokončen. Lidstvo bylo rozděleno na tři nebo čtyři hlavní rasy jako europidy, mongolidy, australidy a negridy a různé podrobnější rasy. Na přelomu století se v diskusích o rasové teorii do popředí dostala eugenika a byla v následujících desetiletích uváděna do praxe. První projekty šlechtění „rasově vysoce kvalitních“ lidí pomocí cíleného výběru partnerů byly zahájeny v Německu a Anglii v 90. letech 19. století a současně v USA a Skandinávii vstoupily v platnost první reprodukční zákazy a nucená sterilizace tzv. „nižších“. Eugenické projekty byly také zahájeny v mimoevropských koloniích a v Londýně v roce 1912 se konal první eugenický světový kongres. Ve 20. a 30. letech byla eugenika považována za jednu z nejinovativnějších věd a stát ji téměř všude podporoval.

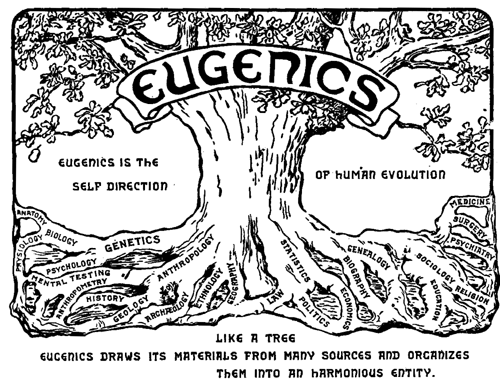
„Eugenika je samořízení lidské evoluce“: Logo druhé mezinárodní konference eugeniků, 1921

Rasové biologické myšlení dosáhlo největší radikalizaci za nacismu. Nebyla to jen část propagandy, ale ústřední bod ideologie a politiky. Kniha Adolfa Hitlera Mein Kampf obsahovala rozsáhlou kapitolu o eugenice. Hitler válku, kterou zahájil, chápal jako boj ras o přežití. Nacistický eugenický projekt Lebensborn vznikl roku 1935 a ve stejném roce byly „na ochranu německé krve“ přijaty norimberské zákony. „Rasově méněcenné obyvatelstvo“, zejména Židé a Romové, se (vedle řady dalších skupin) staly na nacistickým Německem ovládaném území terčem perzekucí, jež vyústily v genocidu (šoa/holokaust a porajmos). Také němečtí vědci podporovali „nacionálně socialistickou rasovou hygienu“. Více než 90 % nejznámějších antropologů, lidských genetiků a rasových hygieniků nacistické éry, jejichž osobní složky jsou uloženy v Berlínském dokumentárním centru (Berlin Document Center, BDC), bylo členy NSDAP. Centrem rasově biologické ideologie byla Univerzita v Jeně, kde působili čtyři profesoři lidské rasové teorie: Hans F. K. Günther, Karl Astel, Gerhard Heberer a Victor Julius Franz.
V roce 1942 vydal antropolog Ashley Montagu, který se později stal zpravodajem UNESCO pro Statement of Race, Prohlášení o rase, svou vlivnou práci Nejnebezpečnější mýtus lidstva: Klam rasy (Man's Most Dangerous Myth: The Fallacy of Race), která tvrdí, že rasa je sociální koncept bez genetického základu.
Po druhé světové válce a hrůzách holocaustu zřídilo UNESCO v roce 1949 výbor antropologů a sociologů z různých zemí, aby připravil prohlášení o rasové problematice. To bylo zveřejněno v roce 1950. Uvádí, že při běžném používání byly skupiny lidí většinou označovány jako „rasy“ bez vztahu k platné definici tohoto pojmu ve vědě, například Američané, katolíci nebo Židé. Pokud se lidská rasa používá v kontextu vědy (například při rozlišování mezi mongolidy, černochy a kavkazany), týká se to pouze fyzických a fyziologických rozdílů. Tvrdí také, že neexistuje žádný důkaz o významnějších rasových rozdílech v intelektuálních charakteristikách, jako je inteligence nebo temperament a že neexistují žádné významné rasové rozdíly v sociálním nebo kulturním ohledu. Údajně z hlediska biologie neexistuje důkaz, že míšení ras má negativní účinky. Po tomto prohlášení následovala v roce 1965 Mezinárodní úmluva o odstranění všech forem rasové diskriminace. V praxi se však rasová segregace na jihu Spojených států udržela až do konce 60. let a apartheid v Jižní Africe skončil až roku 1990.
Vynález inteligenčního testu na počátku 20. století a testování různých ras přineslo poznatek, že hlavní rasy se výrazně liší v inteligenci  a později také kontroverzi o Rase a inteligenci. Až do současnosti se vedou spory, zda jsou rozdíly způsobeny prostředím, či geny. V současnosti většina inteligenčních výzkumníků souhlasí, že původ je aspoň z části genetický. Dle inteligenčních výzkumníků jsou poznatky z inteligenčního výzkumu často chybně reprezentovány médii. Proti výzkumu rozdílů mezi rasami existuje velký ideologický odpor a bylo na něj v tomto smyslu opakovaně útočeno 
V roce 1995 vydal kanadský psycholog J. Philippe Rushton knihu Lidské rasy, evoluce a chování : z pohledu životní strategie. Kniha argumentuje, že koncept lidské rasy je validní biologický koncept a že množství rozdílů mezi třemi hlavními lidskými rasami (kniha se dívá na více než 60 rozdílů) se dá vysvětlit teorií Životní strategie. Podle Rushtona tři hlavní rasy (mongoloidé, europoidé a negridé) existují v kontinuitě, kde mongoloidé jsou největší K-stratégové a negridé jsou největší r-stratégové. V roce 2017 byla její zkrácená edice přeložena do češtiny.

### 21. století
Termín „rasa“ jako termín pro etnické skupiny nebo ve smyslu sebezařazení v oficiálních dotaznících se v USA používá dodnes, například při sčítání lidu.
Také v Latinské Americe jsou populační skupiny mnoha zemí stále klasifikovány jako „rasy“, přičemž latinskoamerický termín raza zahrnuje biologickou a etnicko-kulturní dimenzi. Klasifikace se odráží ve výrazných hierarchiích různých „ras“ (např. v Brazílii nebo Guatemale). Horní třída většiny latinskoamerických zemí sestává převážně z „bílých“, zatímco indiáni a černoši patří převážně k nižší třídě. Velká část populace Latinské Ameriky je dnes následkem staletí soužití různých etnik tvořena míšenci, pro něž se tam používají termíny mesticové pro lidí indiánského a evropského původu a mulati pro potomky Evropanů a Afričanů. Zpravidla jsou tam běloši a „bílá kultura“ orientovaná na Evropu a USA považováni za nadřazené, a proto se má za to, že by je měly jiné kultury napodobovat.

## Politické a právní postoje
Evropská unie ve svém směrnici z roku 2000 konstatuje, že "Evropská unie odmítá teorie, které se pokoušejí určit existenci samostatných lidských ras. Použití výrazu „rasový původ“ v této směrnici neznamená přijetí takových teorií." V červenci 2018 francouzské Národní shromáždění odstranilo slovo „rasa“ z ústavy z důvodu zastaralosti. Debaty o vypuštění pojmu z ústavy se vede v současné době i v Německu.
Stále platí článek 14 Evropské úmluvy o lidských právech a 14. dodatkového protokolu k této úmluvě ze 4. listopadu 2000 v čl. 1 odst. 1 stejně jako například článek 3 odstavce 3 Základního zákona Spolkové republiky Německo, kde se vyskytuje pojem rasa. To však nelze považovat za legislativní potvrzení rasové teorie. Tyto zákony vyjadřují, že rozdílné zacházení s lidmi kvůli jejich přiřazení k různým rasám je diskriminační, a proto musí být odmítnuto. V odůvodnění německého zákona o rovném zacházení (Gleichbehandlungsgesetz) se uvádí, že zákon nepředpokládá existenci lidských ras, ale postihuje ty, kdo v rasy věří a jednají rasisticky.
Český trestní rejstřík používá v několika paragrafech pojem, že je zakázáno lidi hanobit či napadat "pro jejich skutečnou nebo domnělou rasu". Komentář k zákonu č. 40/2009 Sb. trestní zákoník definuje rasu následujíce: „Rasou se zde míní skupina lidstva lišící se od jiné různými typickými znaky, které se týkají jak vzhledu, zejména barvy pleti, vlasového porostu, tvaru nosu, rtů apod., tak i temperamentu, energie apod. Rasy jsou skupiny lidí, které vznikly v průběhu vývoje lidstva. Na utváření ras měl rozhodující vliv jednak společný původ skupin lidí z jednotlivých typů prapředků člověka, jednak zde působil vliv podobných přírodních podmínek na lidský organismus. Tyto faktory podmínily u určitých skupin lidí vytvoření zvláštních tělesných znaků, které se staly základem rasové diferenciace na tři velké rasové skupiny, a to rovníkovou (negroaustralskou), indoevropskou a mongolskou. Podle jiných druhořadých tělesných znaků se lidstvo člení asi na 30 dalších podskupin. Pojem rasa je nutno v souladu s čl. 3 odst. 1, čl. 24 a čl. 25 LPS, ale i Mezinárodním paktem o občanských a politických právech (č. 120/1976 Sb.), Mezinárodní úmluvou o odstranění všech forem rasové diskriminace (č. 95/1974 Sb.) a Mezinárodní úmluvou o potlačení a trestání zločinu apartheidu (č. 116/1976 Sb.) vztáhnout i na všechny takové rasové podskupiny.“
V červenci 2018 francouzské Národní shromáždění odstranilo slovo „rasa“ z ústavy z důvodu zastaralosti.

## Kritika
Prvním kritikem rasových teorií Linného, Kanta a Blumenbacha byl Johann Gottfried Herder, který ve svých Idejích k filosofii dějin lidstva (1784–1791) rozdělení lidstva na rasy odmítl.
Kolem roku 1900 se v německy mluvících zemích objevily kritické hlasy, které přičítaly rasové biologii část odpovědnosti za růst antisemitismu a zkoumaly antisemitské jevy v biologii a antropologii. Existence lidských ras však nebyla zásadně zpochybňována; kritika se týkala jen předpokladu existence odlišné árijské a semitské (židovské) rasy a hodnocení některých ras jako vyšších či nižších.

Globální distribuce barev pleti u domorodých národů založená na Luschanově barevné škále

V reakci na nacistickou rasistickou politiku napsali Julian Huxley a Alfred C. Haddon knihu My Evropané: Přehled rasových problémů (We Europeans: A Survey of Racial Problems), vydanou v roce 1935, v níž argumentovali, že neexistuje žádný vědecký základ pro existenci různých ras v Evropě. Odmítli takové klasifikace založené na fenotypových nebo somatických charakteristikách i hodnocení na nich založená jako pseudovědecké. Žádali, aby byl termín „rasa“ odstraněn z vědecké slovní zásoby a aby se místo lidských ras hovořilo o „etnických skupinách“, protože nemají biologický charakter, ale jsou definovány sociologicky. Biologická systematizace evropských lidských typů je podle nich subjektivním procesem a mýtus rasismu je pouze pokusem ospravedlnit nacionalismus. Rozdělení celého lidstva do tří velkých skupin však zachovali, i když navrhli, že ani v tomto případě bychom neměli mluvit o rasách, ale o poddruzích.
Frank Salter ve své knize O genetických zájmech uvádí, že různé etnické skupiny se geneticky výrazně liší. Argumentuje, že nacionalismus je strategie jak zvýšit propagaci svých genů (principem skupinového výběru). Poznatek, že evropské etnika se liší na genetické úrovni byl několikrát replikován.
Antropolog Ulrich Kattmann zastává názor, že „antropologické klasifikace ras od začátku do současnosti nejsou založeny na vědě, nýbrž vycházejí z obecných představ a sociálně psychologických potřeb“. Kromě toho bývají zásadně spojeny s hodnotící diskriminací, a tedy jsou rasistické. Kattmann uvádí převážně svévolnou konstrukci barev pleti jako příklad sociálně psychologické podmíněnosti. Číňané jsou od Linného dob známí jako „žlutí“, ačkoli jejich kůže není v žádném případě žlutá, ale v průměru odpovídá pigmentaci „bílých“ jižních Evropanů. Ani indiáni, domorodé národy Ameriky, nejsou rudí.
V německy mluvících zemích, jak píše historička vědy Veronika Lipphardtová, se rasová biologie „s historickým ohledem na národní socialismus (nacismus) […] stala přímo ztělesněním pseudovědy.“ V této souvislosti jsou „rasoví teoretici“, jmenovitě Gobineau a Chamberlain, považováni za „nevědecké“ a od nich bývá vedena „přímá linie“ k Hitlerově Mein Kampfu a vyhlazovací politice nacistického státu. Od porážky nacismu v roce 1945 byla rasová biologie údajně odhalena jako kacířství a překonána. Proti tomuto narativu však existují dva argumenty, pokračuje Lipphardtová. Na jedné straně byla rasová biologie v Německu i jinde „nazývána pseudovědou dávno před rokem 1945“, a na druhé straně dějiny rasové biologie nekončily v Německu ani nikde jinde porážkou nacistického režimu. Pod pojmem populace se nabízely nové příležitosti ke zkoumání lidské rozmanitosti. Rozdělení lidstva do několika skupin bylo v různých akademických i neakademických kontextech zachováno.

## Rasy v biomedicínském výzkumu
Termín „rasa“ (race) kromě jiných použití zažil jistou renesanci v biomedicínském výzkumu v USA. Je to v souvislosti se snahami farmakogenetiky využít ke zlepšení terapie jednotlivé charakteristiky genetického materiálu, které mohou ovlivnit tendenci k onemocnění nebo reakci na léky. Tzv. personalizovaná medicína se vlastně snaží o individuální léčbu každého člověka, ale někteří lékaři již vidí výhodu v diferencovaném zacházení se skupinami lidí s různým genetickým původem (tzv. stratifikovaná, tj. vrstvená medicína). V USA vládní agentury, jako je FDA, doporučují shromažďovat údaje o „rase“, kromě informací o věku a pohlaví, například v souvislosti s klinickými studiemi; první verze tohoto doporučení pochází z roku 2003. Je povinné pro příjemce státních prostředků na výzkum, jako je HHS. Používají se kategorie amerických statistických úřadů a sčítání lidu, shromažďované na základě sebehodnocení účastníků. Účelem doporučení je mimo jiné zabránit nevyváženému výběru testovaných subjektů (dříve většinou bílých, mladých, převážně zdravých členů střední a vyšší třídy, např. studentů), což by vedlo k zanedbání zvláštních potřeb početných skupin lidí ve výzkumu. Od počátku se však pozornost zaměřovala také na vývoj léčiv přizpůsobených konkrétním skupinám pacientů. Použití takto definované rasy bylo od začátku kontroverzní, a to jak uvnitř odborné komunity, tak i mimo ni. Mnozí se domnívají, že data jsou používána pouze k politickým účelům, a ne proto, že by měla konkrétní empiricky ověřitelné použití; mohou žít svým vlastním životem, který se již nekryje s realitou. Navíc analýzu zkreslují další proměnné, například lidé s černou barvou pleti, zejména v USA, většinou patří do nižších sociálních vrstev s určitým životním stylem, což znamená, že použít statisticky významné výsledky jako příčinný vysvětlující model je také sporné. Přímé určení původu testovaných osob na základě genetických markerů by proto mohlo být lepší než současné přiřazení.
Evropa se ve všech kontextech pojmu rasa vyhýbá, ale shromažďují se statistické údaje o etnicitě, což je pojem, který kromě sociální složky může být alespoň částečně interpretován z hlediska společného původu a genetického vztahu. Skupinové příslušnosti se liší jak v rámci EU, tak i od skupin používaných v USA, a jejich použití v lékařském výzkumu je zde výjimečné.
Základem farmakogenetiky je to, že lidé dědí část své genetické variability od svých biologických předků. Každá alela vznikla někdy v minulosti mutací. Alely lidí s extrémně velkým počtem potomků jsou v tomto potomstvu skupinově specifickým způsobem zmnoženy, k čemuž se stále přidávají další alely od ostatních předků a nové mutace. Avšak vzhledem k velmi vysoké genetické uniformitě lidstva ve srovnání s jinými živočišnými druhy (vzhledem k nízkému genetickému věku současné populace v důsledku stěhování jen před několika desítkami tisíc let), je podíl novějších alel ve srovnání s jinými druhy nízký. Přibližně 85 až 90 procent běžnějších alel (těch, které jsou přítomny v nejméně pěti procentech populace) je rozděleno identicky mezi lidi na různých kontinentech. Mezi tyto alely patří i takové, které snižují kondici jednotlivců nebo způsobují onemocnění; společně jsou označovány jako „mutační zátěž“. V průběhu historie lidské expanze, ve které potomci malé zakladatelské populace byli často schopni znovu osídlit celé kontinenty, se mohly vzácné nevýhodné alely následkem „efektu hrdla lahve“ v (neafrických) lidských populacích hromadit. Jiní se pravděpodobně šíří jako jakýsi přívažek příznivých alel anebo kvůli svým pleiotropním příznivým účinkům na jiné vlastnosti jedince. Slavné případy dědičných chorob způsobených alelami podporujícími chorobu ve vyhraněných skupinách lidí jsou Tayova-Sachsova choroba u Aškenázů (středoevropští a severoevropští Židé), cystická fibróza u všech Evropanů nebo srpkovitá anémie u některých populací afrického původu.
Přes rozsáhlý výzkum možností různých léků pro lidi různých „ras“ je úspěch tohoto přístupu dosud omezený. Některé původně slibné případové studie, zejména beta-blokátory nebo warfarin u srdečních onemocnění, nakonec nepřinesly téměř žádné klinicky použitelné výsledky, protože individuální variabilita se ukázala být příliš velká, takže nakonec je opět rozhodující individuální genom. Slavná je diskuse kolem BiDilu, prvního léku, který byl specificky schválen americkou FDA v roce 2005 pro léčbu srdečních chorob u černochů. Ačkoli mnoho lékařů bylo ochotno produkt podávat zejména pacientům s černou pletí, silná kritika později vedla k výraznému poklesu očekávání. Důležitými body kritiky byly nízký vědecký a metodologický standard některých studií používaných jako podklady schválení, jakož i zveřejnění obchodních záměrů výrobce (lék, směs dvou dlouho známých látek, by byl jako obecně použitelný lék patentovatelný na pouze velmi krátkou dobu). V některých oborech, jako je psychiatrie, jsou výsledky dosavadního přístupu úplně zpochybňovány.